# Twilight (Pensilvania)
Twilight es un borough ubicado en el condado de Washington en el estado estadounidense de Pensilvania. En el año 2000 tenía una población de 241 habitantes y una densidad poblacional de 58 personas por km².

## Geografía
Twilight se encuentra ubicado en las coordenadas 40°6′52″N 79°53′26″O / 40.11444, -79.89056.

## Demografía
Según la Oficina del Censo en 2000 los ingresos medios por hogar en la localidad eran de $40,833 y los ingresos medios por familia eran $44,688. Los hombres tenían unos ingresos medios de $41,071 frente a los $22,813 para las mujeres. La renta per cápita para la localidad era de $22,236. Alrededor del 10.5% de la población estaba por debajo del umbral de pobreza.